# Lac de Stramentizzo
Le lac de Stramentizzo (Lago di Stramentizzo en italien, Stramentizzo-Stausee en allemand) est un lac artificiel qui retient les eaux du ruisseau Avisio. Il a été créé en 1956 à l'entrée du val di Fiemme, à la frontière entre la province de autonome Trente et la province autonome de Bolzano, afin de produire de l'électricité (la production a lieu à San Floriano, près d'Egna). 
Le 5 juillet 1956, la vieille ville de Stramentizzo, un hameau de Castello-Molina di Fiemme, est submergée par le lac artificiel et reconstruite en amont du nouveau lac. 
Dans le lac de couleur verdâtre, la truite arc-en-ciel est introduite et pêchée.